# Lokači
Lokači (ukrajinsky Локачі, rusky Локачи – Lokači, polsky Łokacze) je městys (ukrajinsky selyšče) ve Volyňské oblasti na Ukrajině. K roku 2011 mělo bezmála čtyři tisíce obyvatel.

## Poloha
Lokači leží na pravém, severním břehu říčky Luha-Svynoryjka, pravého přítoku Luhy v povodí Západního Bugu. Od Lucku, správního střediska oblasti, je vzdáleno přibližně 60 kilometrů západně.

## Dějiny
První písemná zmínka je z roku 1508. Až do 3. dělení Polska v roce 1795 patřilo Lokači do Belzského vojvodství v Polsko-litevské unii. Pak připadlo do ruského impéria, kde bylo součástí Volyňské gubernie. V meziválečném období bylo součástí Volyňského vojvodství v druhé Polské republice.
Na začátku druhé světové války obsadil Lokači v souladu s Ribbentropovým-Molotovovým paktem Sovětský svaz. Pod jeho držením bylo povýšeno na sídlo městského typu. Po operaci Barbarossa jej v letech 1941–1944 mělo v držení nacistické Německo. Po konci druhé světové války jej získal znovu Sovětský svaz, ve kterém se stalo součástí Ukrajinské sovětské socialistické republiky.